# Christine Ladd-Franklin
Christine Ladd-Franklin (née le 1er décembre 1847 à Windsor, Connecticut, et morte le 5 mars 1930 à New York) est une mathématicienne, logicienne et psychologue américaine. Elle est la première femme qui a rempli toutes les conditions pour obtenir un doctorat en mathématiques en 1883, mais sa promotion n'a été formellement validée qu'en 1926, 43 ans plus tard.

## Carrière scientifique

### Formation

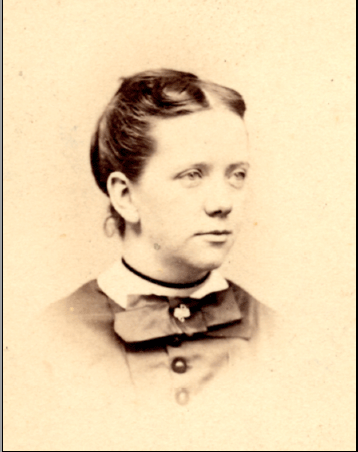
Christine Ladd-Franklin au Vassar College.

Ladd-Franklin étudie les langues et la physique au Vassar College, où elle a obtenu son diplôme en 1869.  Elle  travaille ensuite  comme enseignante en mathématiques en Pennsylvanie et à New York, car elle ne pouvait pas faire carrière en physique à ce moment-là. En même temps, elle publie des articles mathématiques, par exemple dans le  Educational Times britannique et dansThe Analyst. Elle prend également des cours privés à l'université Harvard avec les mathématiciens William Elwood Byerly et James Mills Peirce. En 1878, grâce à l'intercession de James Joseph Sylvester, qui connaissait ses travaux, elle peut poursuivre des études dans le cycle graduate  à l'université Johns-Hopkins, dans le but de préparer un doctorat. En 1883, elle termine ses études avec la rédaction d'une thèse de doctorat en logique sous la direction de Charles Sanders Peirce, mais elle n'a pas reçu son diplôme de doctorat officiel avant 1926, car les femmes n'étaient alors pas autorisées à faire un doctorat à l'université Johns Hopkins. Même dans la liste des boursiers de l'université, elle ne figurait que séparément, bien qu'elle ait reçu une bourse d'études. Le formulaire de demande de bourse transmis par Christine Ladd était signé "C. Ladd", et la bourse lui était accordée sans que l'administration ne réalise qu'elle était une femme. L'université voulut annuler la bourse, mais sur insistance de Sylvester elle a pu la conserver. Sa thèse, intitulée L'algèbre de la logique a été publiée par Peirce dans les Études en logique en 1883.

### Activité scientifique
Ladd-Franklin a été coéditeur, avec Richard Mark Baldwin, du Dictionary of Philosophy and Psychology (1901-1905), où elle a signé ses contributions sous le sigle C. L. F. Elle a essayé pendant longtemps en vain de donner des cours à l'université Johns Hopkins, qui ne l'a autorisée à le faire que de 1904 à 1909. En 1895, son mari abandonne sa carrière de professeur et devient journaliste. Le couple s'installe à New York en 1910 lorsqu'il devient coéditeur du New York Evening Post. Ladd-Franklin continue à publier, en particulier sur sa théorie de la perception des couleurs et à donner des cours, par exemple en 1912-1913  à l'université Columbia, à l'université Harvard en 1913, et  à l'université de Chicago en 1914. Cependant, elle n'a pas pu obtenir un poste académique permanent. Cependant, elle a donné des conférences lors de congrès nationaux et internationaux de psychologie et de philosophie.

### Optique physiologique
Peu avant sa mort, elle publie en 1929 un livre intitulé Color and Color Theories, dans lequel elle réunit  ses essais sur la perception des couleurs. Elle étudie la théorie de la vision depuis 1886. Lors d'un voyage en Europe en 1891-1892, au cours d'une année sabbatique de son mari, elle effectue des recherches dans le laboratoire de Georg Elias Müller à l'université de Göttingen. À cette époque, aucune femme n'y était admise, elle obtient un accord séparé de Müller et suit son enseignement en privé. Elle se rend ensuite à Berlin, où elle a fait des recherches dans le laboratoire de Hermann von Helmholtz et suit les cours d'Arthur König, qui tous défendent une théorie de perception à trois couleurs dite théorie de Young–Helmholtz , contrairement à Müller et sa théorie des couleurs opposées. Franklin-Ladd développe sa propre théorie, incorporant des parties des théories de Helmholtz, König et Müller. Sa théorie était basée sur une évolution du noir-blanc vers le bleu-jaune puis au rouge-vert au cours de l'évolution. Elle a présenté sa théorie en 1892 au Congrès international de psychologie à Londres.
L'un de ses articles sur l'optique physiologique est consacré au phénomène de l'arc bleu. En 1924, elle a écrit un supplément à l'édition anglaise de l'ouvrage de Helmholtz's Handbook of Physiological Optics.

### Engagement professionnel

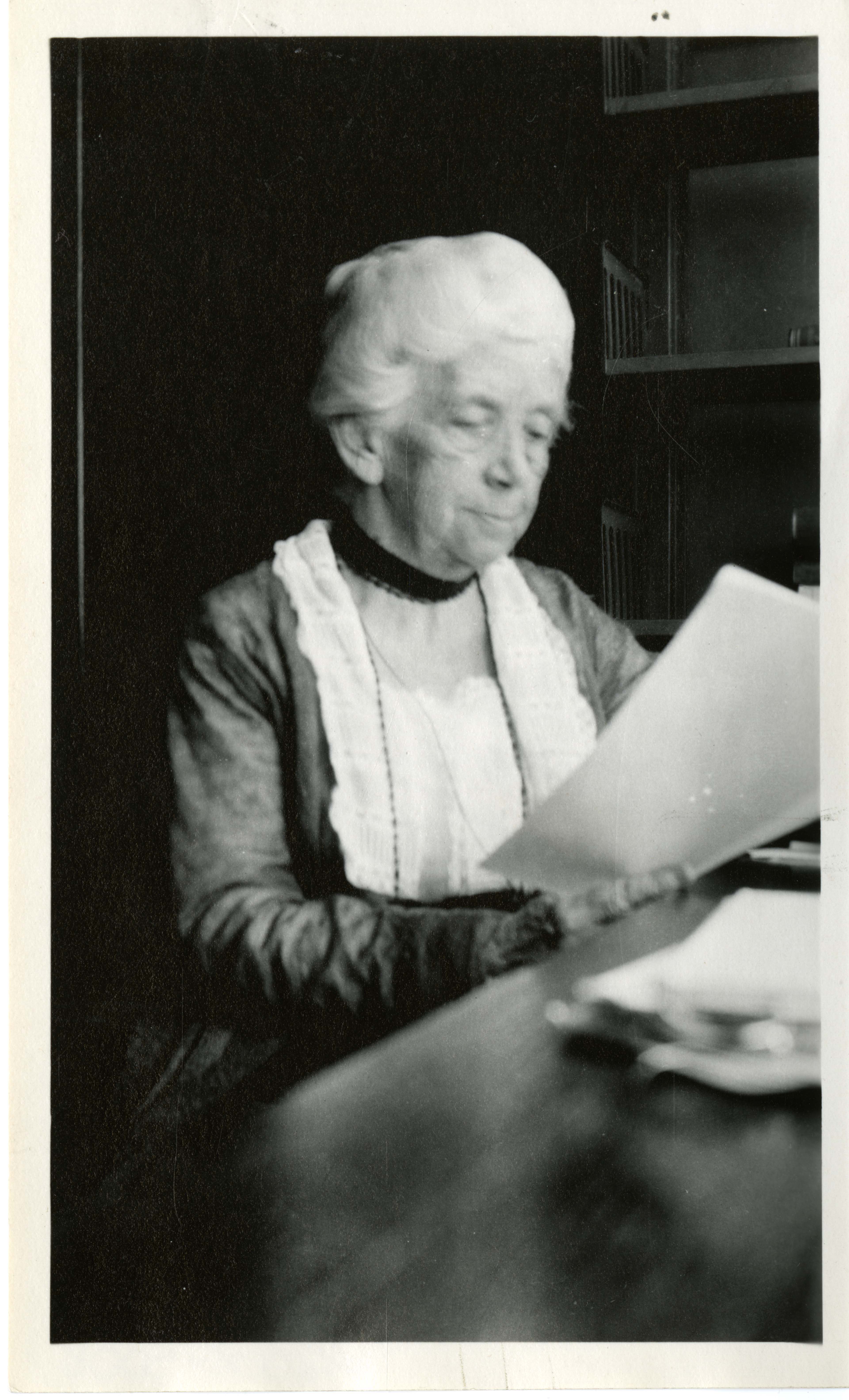

Ladd-Franklin a été l'une des premières femmes à être acceptée à l'Association américaine de psychologie (APA) en décembre 1893. De 1894 à 1925, Ladd-Franklin a présenté dix communications aux réunions de l'APA. Elle fut aussi l'une des premières femmes membres de l'Optical Society of America (OSA) en 1919. Au cours des réunions de l'OSA, elle a présenté six communications et deux expositions. Elle a également été un membre important du mouvement pour les droits des femmes, incluse dans le Who's Who in America en 1901-1902 et en 1914-1915. Ladd-Franklin est demeurée membre de l'APA et de l'OSA jusqu'à sa mort, le 5 mars 1930, à New York, New York.

### Prix Christine Ladd-Franklin
L'Association américaine de psychologie décerne un prix Christine Ladd-Franklin annuellement depuis 1992.

## Activités pour les droits des femmes
Depuis août 1882 elle est mariée avec   Fabian Franklin (1853-1939), professeur de mathématiques. Ils ont deux enfants, le premier mort en bas âge, et Margaret, qui plus tard a joué un rôle important dans le mouvement des suffragettes. La mère de Ladd-Franklin et une tante, Juliet Niles, qui a aussi financé les études de Ladd-Franklin, étaient également des militantes des droits des femmes, et Franklin-Ladd a travaillé toute sa vie pour l'admission et la promotion des femmes dans les universités et dans le monde scientifique. Par exemple, elle a demandé au psychologue Edward Bradford Titchener d'inviter les femmes en général, et elle-même en particulier, à participer à son séminaire sur la psychologie expérimentale, qui était alors le plus influent. Elle a contré l'explication de son refus selon lequel y avait beaucoup de fumeurs parmi les participants en disant que cela lui arrivait à elle-même de fumer en société. 
Plus généralement, on lui doit la création de plusieurs bourses d'études destinées spécifiquement aux femmes.
En 1887, elle a reçu un doctorat honorifique du Vassar College.